# Vähä-Kaskinen (ö i Nystadsregionen)
Vähä-Kaskinen är en ö i Finland. Den ligger i sjön Otajärvi och i kommunerna Letala, Raumo och Pyhäranta och landskapen  Egentliga Finland och Satakunta, i den sydvästra delen av landet, 200 km nordväst om huvudstaden Helsingfors. Öns area är 2,4 hektar och dess största längd är 320 meter i sydväst-nordöstlig riktning.